# (1017) Jacqueline
(1017) Jacqueline és un asteroide que forma part del cinturó d'asteroides i va ser descobert per Benjamin Jekhowsky des de l'observatori d'Alger, a Bouzaréah, Algèria, el 4 de febrer de 1924.
Inicialment va ser designat com 1924 QL. Més tard, es va anomenar en honor de Jacqueline Zadoc-Kahn, una antiga alumna del descobridor.
Jacqueline està situat a una distància mitjana del Sol de 2,605 ua, podent acostar-s'hi fins a 2,401 ua. La seva excentricitat és 0,07854 i la inclinació orbital 7,929°. Triga a completar una òrbita al voltant del Sol 1536 dies.